# Anastàs Mikoian
Anastàs Ivànovitx Mikoian (25 de novembre de 1895 – 21 d'octubre de 1978) va ser un vell bolxevic armeni i un estadista soviètic durant els mandats de Vladímir Lenin, Ióssif Stalin, Nikita Khrusxov i Leonid Bréjnev.
Mikoian va ser un convers primerenc a la causa bolxevic. Donà suport a Stalin després que la mort de Lenin el 1924 deixés un buit de poder. Durant el mandat de Stalin, Mikoian ocupà diversos alts càrrecs al govern, inclòs el de Ministre de Comerç Exterior. A finals del règim de Stalin, però, havia començat a perdre el suport d'aquell, i el 1949 va perdre el seu càrrec de ministre. Al XIX Congrés del Partit, Stalin arribà a atacar Mikoian. Quan Stalin morí el 1953, Mikoian tornà a les esferes de poder. Donà el seu suport a Khrusxov i a la seva política de desestalinització, sent nomenat Vicepresident primer amb Khrusxov. La posició de Mikoian amb Khrusxov va convertir-lo en la segona figura més poderosa de la Unió Soviètica en aquells moments.
Mikoian realitzà diversos viatges a la Cuba comunista i als Estats Units, adquirint un paper important en l'escena diplomàtica internacional. El 1964, Khrusxov va ser forçat a retirar-se després d'un cop que portà a Bréjnev al poder. Mikoian va mantenir la seva influència sobre Bréjnev, servint com a President del Presídium del Soviet Suprem de la Unió Soviètica, nominalment el Cap de l'Estat, entre 1964 i fins al seu retir el 1965.

## Orígens

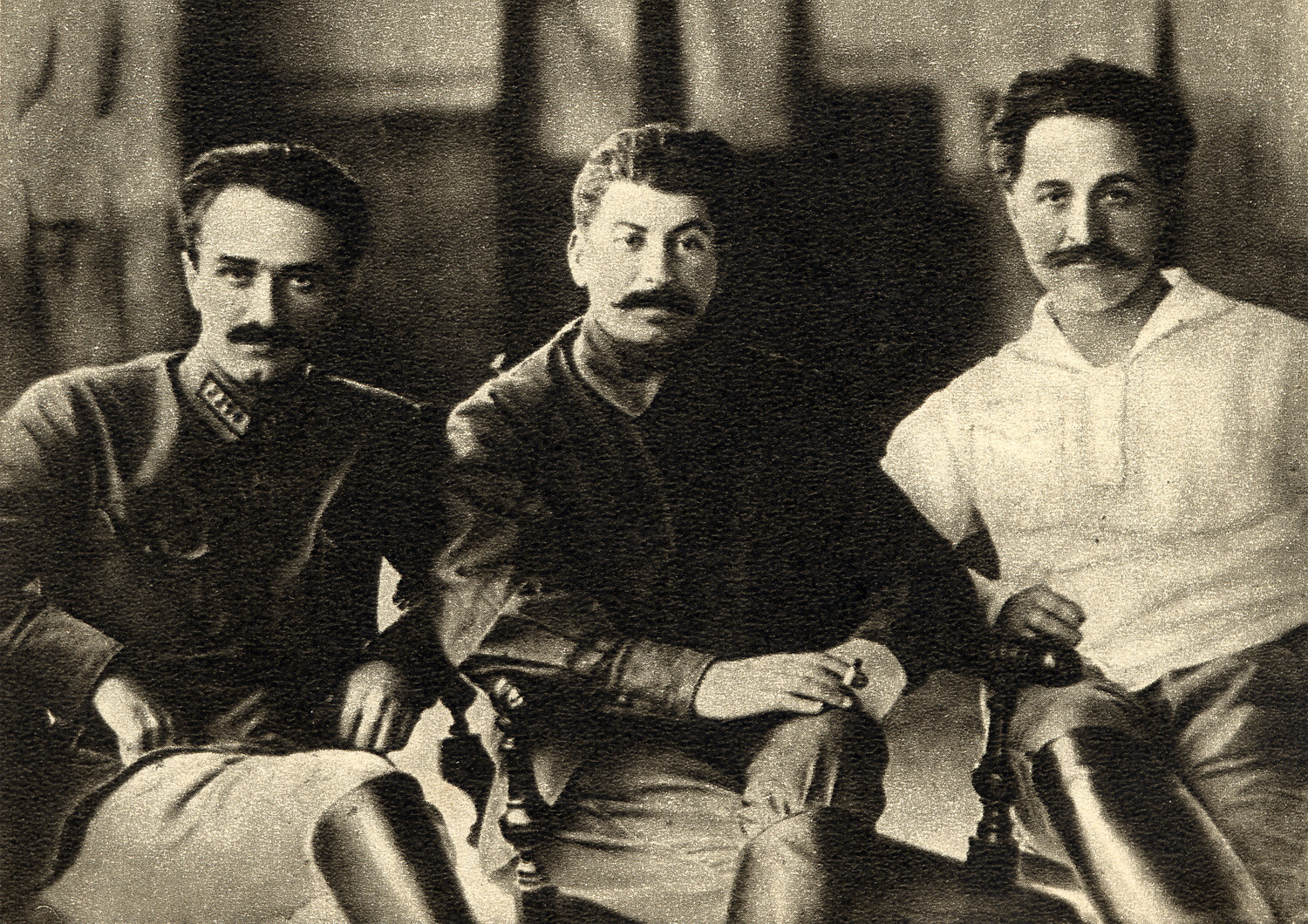
El "trio del Caucas": Mikoian, Stalin i Grigori Ordjonikidze.

Mikoian va néixer al poble de Sanahín, llavors part de la gubèrnia de Ielizavetpol, a l'Imperi Rus (actualment és una part d'Alaverdi a la província de Lorí a Armènia) el 1895. El seu pare, Hovahnnes, treballà com a fuster i la seva mare com a teixidora de catifes. Va tenir un germà més petit, Artiom Mikoian, que fou el cofundador i un dels primers dissenyadors de l'avió militar soviètic MiG. Mikoian estudià al Seminari Teològic de Nersisian a Tiflis i al Seminari Teològic Gevorquià a Vagharxapat. La religió, malgrat aquests antecedents, tingué un paper cada cop menor en la seva vida. Posteriorment remarcaria que els seus estudis de teologia l'havien apropat més aviat a l'ateisme: "Tinc un sentiment molt clar que no creia en Déu; el que vaig estudiar va ser el fet religiós, el de menys era que cregués en Déu". Abans de ser actiu en política, Mikoian va apropar-se al liberalisme i al socialisme.
Amb vint anys formà un soviet de treballadors a Vagharxapat. El 1915 s'afilià formalment a la facció bolxevic del Partit Obrer Socialdemòcrata Rus (posteriorment conegut com a "Partit Bolxevic") i esdevingué líder del moviment revolucionari al Caucas. Les seves interaccions amb els revolucionaris soviètics el portaren a Bakú, on esdevingué co-editor del diari en armeni Sotsyal-Demokrat i després pel Izvestia Bakinskogo Soveta., publicat en rus. Després de la Revolució de Febrer de 1917, que destronà el govern tsarista, Mikoian i els bolxevics lluitaren contra les faccions antibolxevics al Caucas.
Mikoian esdevingué comissari al recentment format Exèrcit Roig, i continuà lluitant a Bakú contra les forces anti-bolxevics. Va ser ferit en combat i va rebre una citació per salvar la vida de Sergo Ordjonikidze. Posteriorment, continuà el seu treball al Partit, esdevenint un dels membres del Soviet de Bakú, que acabà el 1918, quan tots els seus membres van ser capturats pel Govern Transcaspià. Coneguts com els "26 de Bakú", tots llevat de Mikoian van ser executats; les circumstàncies de la seva supervivència estan envoltades de misteri. Al febrer de 1919, Mikoian tornà a Bakú i reprengué les seves activitats, ajudant a establir el Bureau de Baku del Comitè Regional del Caucas (Kraikom).

## Membre del Politburó
Mikoian donà el seu suport a Stalin en la lluita de poder que seguí la mort de Lenin el 1924; havia arribat a ser membre del Comitè Central Bolxevic el 1923. Com a Comissari del Poble de Comerç Intern i Extern des de 1926, importà idees des de l'oest, com la manufactura de productes enllaunats. El 1935 va ser elegit membre del Politburó, i va ser un dels primers soviètics a viatjar als Estats Units per tal d'aconseguir cooperació econòmica. Mikoian passà tres mesos al país, on no només aprengué sobre la seva indústria alimentària, sinó que també s'entrevistà amb Henry Ford i visità Macy's a Nova York. Quan tornà a la Unió Soviètica, hi introduí algunes de les comoditats americanes, com l'hamburgueses, els gelats, els corn flakes, les crispetes, el suc de tomàquet o l'aranja.
A finals de la dècada de 1930, Stalin inicià la Gran Purga, una sèrie de campanyes de repressió política i persecució a la Unió Soviètica orquestrada contra membres del Partit, la pagesia i d'altres persones sense afiliació. Mikoian, com altres membres del Politburó, intentà salvar alguns companys proper del Politburó de ser executats. Segons l'historiador Simon Sebag-Montefiore, gaudí de la reputació de ser un dels líders més decents: després ajudà veritablement a les víctimes i treballà intensament durant el mandat de Stalin i després de la mort del Líder. Mikoian, però, no estava immaculat: el 1936 donà un suport entusiasta a les execucions de Grigori Zinóviev i de Lev Kàmenev, afirmant que era un "veredicte just". Com altres alts oficials el 1937, Mikoian signà llistes de penes de mort proporcionades per l'NKVD. Les purgues eren sovint portades a terme per funcionaris propers a Stalin, principalment per provar la seva lleialtat al règim. El setembre del 1937, Stalin envià a Mikoian, juntament amb Georgi Malenkov i Lavrenti Béria, amb una llista de 300 noms, a Erevan, capital de l'RSS d'Armènia, per supervisar la liquidació del Partit Comunista Armeni, principalment constituït per Vells Bolxevics. Mikoian intentà, però fracassà, en salvar a un dels condemnats de ser executats durant el seu viatge a Armènia. Aquesta persona va ser detinguda mentre donava un discurs al Partit Comunista d'Armènia per Béria. Vora un miler de persones van ser detingudes, i set dels nou membres del Politburó armeni van ser retirats del càrrec. En diverses instàncies, va intervenir a favor dels seus col·legues; aquesta indulgència vers els perseguits va poder ser un motiu pel qual va ser triat per Stalin perquè supervisés les purgues a Armènia.

## Segona Guerra Mundial i desestalinització
El setembre del 1939, l'Alemanya Nazi i la Unió Soviètica van establir les seves pròpies esferes d'influència a Polònia i a l'Europa Oriental mitjançant el Pacte Mólotov-Ribbentrop. Els soviètics van detenir 26.000 oficials polonesos a la porció oriental de Polònia i, al març de 1940, després de diverses deliberacions, Stalin i alguns alts oficials soviètics, Mikoian inclòs, signà una ordre per a la seva execució. Quan Alemanya va envair la Unió Soviètica al juny de 1941, Mikoian va ser posat al capdavant de l'organització del transport de menjar i subministraments. El seu fill Vladimir, un pilot de la Força Aèria Roja, va morir en combat quan va ser abatut sobre Stalingrad. La funció principal de Mikoian durant la guerra va ser fer arribar subministraments a l'Exèrcit Roig de material, menjar i d'altres necessitats. Mikoian esdevingué Representant Especial del Comitè de Defensa de l'Estat el 1941 per ordre de Stalin; no va arribar a ser membre car Béria creia que faria una millor feina a l'administració del govern. Pels seus esforços durant la guerra, Mikoian va rebre el títol d'Heroi del Treball Socialista el 1943.
El 1946 Mikoian esdevingué Vicepresident del Consell de Ministres.
Poc abans de la seva mort el 1953, Stalin considerà en llançar una nova purga contra Mikoian, Viatxeslav Mólotov i diversos líders del Partit. Això no va tenir lloc car Stalin va morir abans que el pla tingués lloc. Mikoian argumentà a favor de mantenir el favor cap a la mà dreta de Stalin, Béria, però després donà suport al grup de membres del Partit que volien detenir-lo. Mikoian seguí al govern després de la mort de Stalin, al càrrec de Ministre de Comerç, sota la presidència de Malenkov. Donà suport a Khrusxov en la lluita pel poder per succeir a Stalin, arribant a ser nomenat Vicepresident Primer de la Unió Soviètica en reconeixement dels seus serveis.
El 1956, Mikoian ajudà a Khrusxov a organitzar el Discurs Secret que Khrusxoc pronuncià al XX Congrés del Partit, on denuncià el culte a la personalitat de Stalin. Va ser ell, i no Khrusxov, qui va pronunciar el primer discurs anti-estalinista al XX Congrés. El 1957 Mikoian rebutjà donar suport un intent de Malenkov i Mólotov per retirar a Khrusxov del poder; assegurant encara més la seva posició com un dels aliats més propers de Khrusxov. Donà suport a Khrusxov a causa del seu decidit suport a la desestalinització i la seva creença que un triomf dels complotadors hagués donat ales a unes purgues semblants a les que van tenir lloc a la dècada de 1930.

## Política exterior

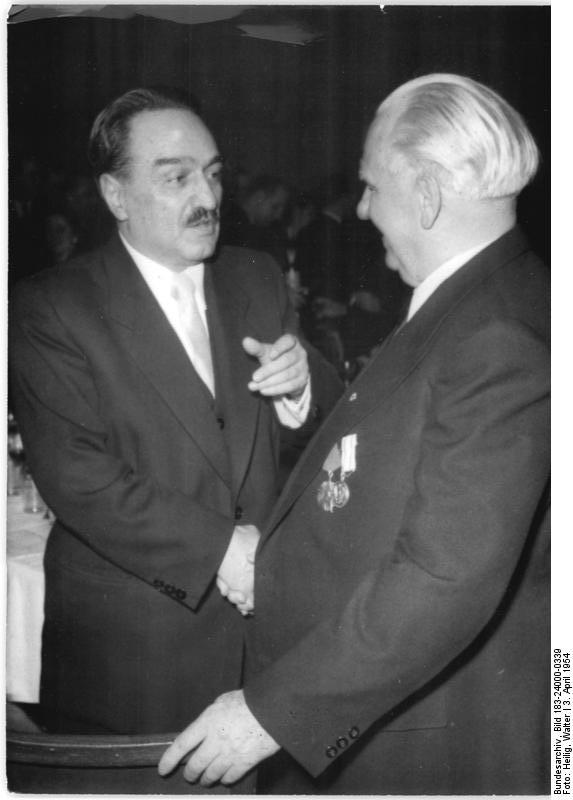
Mikoian amb Otto Grotewohl al Berlín Oriental, RDA, al 1951.

### Hongria
A l'octubre de 1956, Mikoian va ser enviat a Hongria per reunir informació sobre la crisi causada per la revolució contra el govern. Juntament amb Mikhaïl Suslov, Mikoian es mogué en un transport blindat de personal per Budapest, a causa dels tiroteigs pels carrers. Envià un telegrama a Moscou, informant de les seves impressions de la situació: Tenim la impressió que especialment Ernő Gerő, però també la resta de camarades, estan exagerant la força de l'oponent i subestimant la seva pròpia força. Mikoian s'oposà enèrgicament a la decisió de Khrusxov i del Politburó a emprar tropes soviètiques, creient que destruiria la reputació internacional de la Unió Soviètica, aconsellant en canvi que s'apliqués una intimidació militar i una pressió econòmica.
L'esclafament de la revolució per part de les forces soviètiques gairebé comportà la dimissió de Mikoian.

### Estats Units
L'alliberament de Khrusxov de les polítiques de línia dura comportaren una millora en les relacions entre la Unió Soviètica i els Estats Units a finals de la dècada de 1950. Com a primer emissari de Khrusxov, Mikoian visità els Estats Units en diverses ocasions. Malgrat la volatilitat de la Guerra Freda entre les dues superpotències, molts americans reberen amigablement a Mikoian, inclòs el Demòcrata de Minnesota Hubert Humphrey, i el governador de Nova York Averell Harriman, qui el va descriure com "un polític soviètic menys rígid".
El novembre de 1958, Khrusxov va fer una temptativa infructuosa de convertir Berlín en una ciutat lliure independent i desmilitaritzada, donant un ultimàtum als Estats Units, França i el Regne Unit perquè en un termini de sis mesos retiressin les tropes que encara ocupaven Berlín Occidental, o transferiria el control dels accessos occidentals de Berlín als alemanys orientals. Mikoian desaprovà les accions de Khrusxov, afirmant que violava el principi del Partit. Khrusxov havia proposat l'ultimàtum a l'oest abans de discutir-ho amb el Comitè Central. L'historiador Ruud van Djik creu que Mikoian estava airat perquè Khrusxov no l'havia consultat sobre la consulta. Quan Khrusxov li demanà que alleugés la tensió amb els Estats Units, aquest li respongué: "Ho ha començat vostè, de manera que acabi-ho!". Malgrat això, Mikoian viatjà a Washington per discutir la situació amb Dwight D. Eisenhower, llavors President dels Estats Units. Si bé va tenir èxit en alleugerir la tensió entre ambdós països, Mikoian no aconseguí que els Estats Units canviessin la seva política berlinesa. Mikoian desaprovà la retirada de Khrusxov de la Cimera de París el 1960 després de la Crisi de l'U-2 al 1960, la qual cosa va mantenir la tensió a la Guerra Freda per 15 anys més. Malgrat això, seguí sent un aliat fidel de Khrusxov als màxims nivells del lideratge soviètic. Com Mikoian afirmà posteriorment, Khrusxov s'enganxa en histèrismes inexcusables.

### Cuba
El govern soviètic se n'alegrà del derrocament del President cubà Fulgencio Batista per part dels rebels pro-comunistes de Fidel Castro el 1959. Khrusxov s'adonà del potencial de tenir un aliat soviètic al Carib i envià a Mikoian com un dels màxims diplomàtics a Amèrica Llatina. Va ser el primer màxim oficial soviètic en visitar Cuba després de la Revolució cubana, confirmant importants acords comercials amb el nou govern. Abandonà l'illa amb una impressió molt positiva, dient que l'atmosfera regnant l'havia fet sentir com si hagués tornat a la infància.
Khrusxov comentà a Mikoian la idea d'enviar míssils soviètics a Cuba; Mikoian s'oposà a la idea, i encara més en donar el control dels míssils als cubans. Durant la crisi dels míssils de Cuba, Mikoian va ser enviat a Cuba per convèncer a Castro per retirar els míssils nuclears i els bombarders que els soviètics havien situat a l'illa; però no se'n sortí, i els soviètics van haver de retirar els míssils i els bombarders que la Unió Soviètica havia enviat a l'illa sense cap mena d'ajut dels cubans. Just abans de les negociacions amb Castro, Mikoian va rebre la notícia de la mort de la seva esposa, Aixkhen, a Moscou, però preferí quedar-se a Cuba i envià al seu fill Sergo al funeral en representació seva.
El novembre de 1963, Khrusxov demanà a Mikoian que representés a l'URSS al funeral del President Kennedy. A la cerimònia, Mikoian aparegué dolgut per la mort del president i Jacqueline Kennedy se li apropà, li donà la mà i li donà el següent missatge: "Si us plau, digui al President [Khrusxov] que sap que tant ell com el meu marit van treballar per la pau al món, i ara ell i vostè han de continuar la tasca del meu marit.".

## Cap d'Estat i participació en el cop
Nikita Khrusxov, en un discurs de només 3 minuts, decretà que el Soviet Suprem havia de substituir Leonid Bréjnev com a President del Presídium del Soviet Suprem de l'URSS per Mikoian. El nomenament de Mikoian pel càrrec de cap d'estat era, d'acord amb la revista Time, a causa de la salut en declivi i l'avançada edat de Mikoian. L'historiador William Taubman afirma que Mikoian pensava que Khrusxov s'havia convertit en un passiu per al Partit, i que va participar en el cop d'octubre de 1964 que portà a Bréjnev i a Alexei Kosigin al poder. no obstant això, Taubman s'oposa car Mikoian era l'únic membre del Presídium (el nom del Politburó en aquella època) que defensà a Khrusxov. Malgrat això, Mikoian votà a favor de la jubilació de Khrusxov (per tal de, com era l'estil tradicional soviètic, fer que el vot fos unànime). Sol entre els col·legues de Khrusxov, Mikoian desitjava que li anés bé a l'antic líder soviètic al seu retir, tot i que no van tornar a parlar-se mai més. Mikoian va dipositar una ofrena floral i envià una carta de condol al funeral de Khrusxov el 1971. A causa de la seva defensa parcial de Khrusxov durant el seu enderrocament, Mikoian perdé la seva preeminència entre els nous líders soviètics. El Politburó el forçà a abandonar el seu escó a causa de la seva avançada edat. Molt poc després també perdé el càrrec de cap de l'estat, sent succeït per Nikolai Podgorni el 9 de desembre de 1965. Bréjnev oficialitzà el seu retir condecorant-lo amb l'orde de Lenin.

## Mort
Igual que va fer Khrusxov i d'altres companys, en els seus darrers temps Mikoian va escriure unes memòries franques, tot i que selectives, de la seva carrera política durant el mandat de Stalin. Anastàs Mikoian va morir el 21 d'octubre de 1978, a l'edat de 82 anys, de causes naturals. Va ser enterrat al cementiri de Novodévitxi de Moscou.

## Personalitat i llegat
Mikoian, segons el descriu Simon Sebag-Montefiore, era «prim, perspicaç, astut i diligent». Va ser descrit com un home intel·ligent, que entenia l'anglès, havent après l'alemany al traduir al rus "El capital" de Karl Marx. A diferència de molts altres, Mikoian no tenia por de discutir encesament amb Stalin. Artiom Serguéiev deia que «un mai no s'avorreix amb Mikoian», mentre que Khrusxov deia que era tot un cavaller. Malgrat això, Khrusxov advertia els que confiaven en «aquesta astuta guineu oriental». Parlant amb Viatxeslav Mólotov i amb Nikolai Bukharin, Stalin va dir que era «un aneguet en la política»; però afirmà que si Mikoian mai tenia un punt seriós hauria de millorar. Mikoian tenia tants fills (5 fills propis i els dos del líder bolxevic Stepan Xahumian) que ell i la seva dona van tenir problemes econòmics. La seva muller Axkhen va demanar diners a esposes del Politburó que tenien menys fills. Si Mikoian ho hagués sabut, segons els seus fills, s'hagués enfurismat.
Batejat com el Vicari de Bray de la política i conegut com el Supervivent durant la seva època, Mikoian va ser un dels pocs Vells Bolxevics que va sobreviure a les purgues de Stalin i va poder retirar-se còmodament de la vida política. Això va ser posat en relleu en una sèrie de dites populars a Rússia, incloent "De Ilitx (Vladímir Ilitx Uliànov, Lenin) a Ilitx (Leonid Ilitx Bréjnev)... sense accident o infart!". Un veterà funcionari soviètic va descriure la seva carrera política dient: «el murri era capaç de passejar per la Plaça Roja un dia de pluja sense paraigües i sense mullar-se. Podia esquivar les gotes de pluja».

### Curiositats
- Mikoian era un cuiner amb talent i es diu que preparava regals als seus camarades per l'any nou: a Stalin li va fer una bota de xocolata; a Malenkov, una taula; a Khrusxov, una ampolla; i a Béria, una pistola.
- Quan Béria va ser convidat a la cuina de Mikoian, comentant el bebab que havia preparat, l'aclamà com a "Camarada Mestre Cuiner", a la qual cosa Mikoian respongué "Si, si, però estimat Lavrenti Pàvlovitx, a la meva cuina no trobes ni un sol tros de carn humana.[41]
- El seu germà, Artiom Mikoian, va ser el cofundador i un dels dissenyadors dels avions militars MiG.

## Condecoracions
- Heroi del Treball Socialista
- Orde de Lenin (6)[3]
- Orde de la Revolució d'Octubre
- Orde de la Bandera Roja